# Kahinkosaari
Kahinkosaari är en halvö i Finland. Den ligger i sjön Saimen och i kommunen Puumala i den ekonomiska regionen  S:t Michel och landskapet Södra Savolax, i den södra delen av landet, 220 km nordost om huvudstaden Helsingfors.